# Електрична столица
Електрична столица представља начин извршења смртне казне, у којем се осуђени смјешта у столицу опремљену електричном струјом, и убија серијом електричних шокова. Идеју је први пут представио њујоршки зубар Алфред Саутвик.
Прва електрична столица је направљена 1888. године. Идеја је била направити модернији и човјечнији начин смртне казне од дотадашњих.

## Начин извршења
Осуђеник се смјешта у електричну столицу и веже каишевима преко груди, бутина, поткољеница и руку. Двије бакарне електроде се припајају осуђениковој нози и глави. Глава се прије процеса обрије, као и нога на мјесту гдје се припаја жица. Електрода на глави је смјештена у својеврсном шљему који се ставља на главу. Испод шљема а преко главе се ставља спужва добро наквашена водом или специјалним гелом, како би се повећала проводност али и спријечило горење. Преко лица се ставља кожна маска, а осуђенику се стављају и пелене.
Струја се пушта у серијама. Прва серија струјних удара напона од 1700-2400 волти се пушта између 30 секунди и једне минуте. Струја мора бити мања од 6 ампера, да не би дошло до горења. Након овога, доктор прегледа тијело да би утврдио смрт. Ако до смрти није дошло, процес се понавља. Иако су у просјеку потребна два електрична шока, некад је потребно употријебити и три и четири, ријетко и више од тога.

## Понашање тијела током извршења
Током извршења, долази до низа промјена у организму осуђеника. Први шок уништава мозак и централни нервни систем. Такође долази до потпуне парализе, јер се сви мишићи у тијелу згрче и остају згрчени док је струја укључена. Ово зауставља рад срца и дисање у потпуности. Сљедећи струјни удар се врши да би се било сигурно да срце неће наставити да куца. Температура тијела се налази на око 59 °C, што уништава протеине у организму.
Физичке реакције могу бити пјена на устима, јако црвенило коже, крвав зној, горење длака и излучивање фекалија. Особа обично повраћа крв и пљувачку и уринира. Дешава се да ватра и дим захвате тијело, нарочито главу. Кожа обично отиче, а присутни свједоци обично чују јак звук пржења и осјете мирис изгорјеле коже..

## Историја
Електрична столица као смртна казна се током историје користила само у Сједињеним Америчким Државама и, од 1924. године, на Филипинима.
Године 1886, након нарочито крвавог извршавања смртне казне вјешањем, држава Њујорк је основала комитет за оснивање новог човјечнијег начина смртне казне која би замијенила вјешање. У то вријеме, ни Едисон, који је заступао једносмјерну струју, ни Вестингхаус, предузетник на бази Теслине наизмјеничне струје, нису жељели да „њихов“ тип струје буде кориштен, јер су се бојали да људи неће хтјети у својим кућама струју која убија криминалце.. Едисон се лично бавио обиласцима по насељеним мјестима и медијима у којима би репрезентовао како је наизмјенична (Теслина) струја опасна и да може да убије животињу. 4. јуна 1888. године, нови закон је одобрен у држави Њујорк, који је одобравао смртну казну „електричном струјом довољне снаге да доведе до смрти“, за злочине који буду учињени након 1. јануара 1889. године За столицу је узета наизмјенична струја.
Вилијам Кемлер је био први осуђеник на смртну казну електричном столицом, ради убиства своје љубавнице Тили Зиглер. Кемлерови адвокати су уложили жалбу цитирајући осми и четрнаести амандман америчког устава који забрањују „окрутно и необично кажњавање“ .. Жалба је одбијена 9. октобра 1889. и извршење је заказано за 6. август 1890. Извршењу је присуствовало 25 свједока, од чега 14 љекара. Управник затвора Чарлс Дурстон је дао сигнал Едвину Дејвису, извршиоцу казне, да укључи струју. Први шок је трајао 17 секунди, да би након тога била утврђена смрт. Међутим, 30 секунди касније су се почели јављати знаци живота, након чега је управник наредио сљедећи шок у трајању од 70 секунди. Након тога, струја је искључена и утврђена је сигурна смрт. Нико од присутних није био одушевљен „човјечношћу“ казне и један експерт је послије изјавио за „Њујорк тајмс“ да је казна била „ужасна, Кемлер је био буквално испечен на смрт“. Једна од најзаинтересованијих страна била је управо компанија Вестингхаус. Џорџ Вестингхаус млађи је наводно био видно задовољан што је експеримент лоше прошао, и при томе изјавио да вјерује да се електрична столица због оваквог исхода више неће користити
Прва жена осуђена на смртну казну била је Марта Плејс у затвору Синг синг, због убиства пасторке Иде, у фебруару 1899. Казна је извршена исте године, 20. марта. Електрична столица у овом затвору је током времена добила свој надимак „Стара жеравица“ (енгл. Old sparky) и постала током деценија вјероватно најпознатија од свих, због великог броја егзекуција током година.
Од 1890. до 2006. године, казна смрћу помоћу електричне столице је извршена над укупно 4461 особом; у Сједињеним Америчким Државама казна је извршена над двадесет и пет жена у 20. вијеку, и над једном женом у 21. вијеку.

## Електрична столица данас
Од 1977. године, када је уведена отровна инјекција као много хуманији начин извршења смртне казне, електрична столица се користи све мање. Она је још увијек легална у сљедећих седам држава Сједињених Америчких Држава:
- Алабама
- Вирџинија
- Кентаки
- Небраска
- Тенеси
- Флорида
- Џорџија

Од ових држава, као једини начин смртне казне постоји само у Небраски. По законима Оклахоме и Илиноиса, електрична столица ће се моћи користити само ако се у будућности смртна инјекција прогласи неуставном.